# La Rinconada (Formosa)
La Rinconada es una localidad del Departamento Bermejo, en la provincia de Formosa, Argentina.
Cuenta con una escuela Agrotécnica.

## Población
Cuenta con 745 habitantes (Indec, 2010). En censos anteriores había sido censada como población rural.